# Лимоне Пиемонте
Лимо̀не Пиемо̀нте (на италиански: Limone Piemonte; на окситански: Limòn и на пиемонтски: Limòn, Лимон) е село и община в Северна Италия, провинция Кунео, регион Пиемонт. Разположено е на 1009 m надморска височина. Населението на общината е 1513 души (към 2010 г.).